# Gert Kilbert
Gert Kilbert, né le 21 septembre 1965, est un athlète suisse, spécialiste des courses de demi-fond.

## Biographie
Il remporte la médaille de bronze du 800 mètres lors des Championnats d'Europe en salle 1988, à Budapest, dans le temps de 1 min 49 s 46, devancé par le Britannique David Sharpe et le Néerlandais Rob Druppers.

### Palmarès
| Date | Compétition                    | Lieu     | Résultat | Épreuve |
| ---- | ------------------------------ | -------- | -------- | ------- |
| 1988 | Championnats d'Europe en salle | Budapest | 3e       | 800 m   |

### Records
| Épreuve | Épreuve   | Performance   | Lieu      | Date            |
| ------- | --------- | ------------- | --------- | --------------- |
| 800 m   | Plein air | 1 min 45 s 46 | Zurich    | 19 août 1987    |
| 800 m   | Salle     | 1 min 47 s 6  | Stuttgart | 31 janvier 1988 |